# AHS International
AHS International, Inc., tidigare American Helicopter Society, är en ideell organisation för främjande av vertikalt flygande som bildades 1943. Organisationen består av 21 tekniska kommittéer och två dussin aktiva chapter runt om i världen. Varje år organiserar eller sponsrar organisationen ett flertal regionala och internationella konferenser för främjandet av teori och praxis kring helikopterteknik och annan VTOL-flygteknik, liksom publiceringar kring detta. AHS Forum, som är en årlig konferens, är världens största på området. Över 1200 personer brukar delta på dessa evenemang.